# Palivizumab
Le palivizumab, commercialisé sous le nom de Synagis, est un anticorps monoclonal utilisé en prophylaxie contre le virus respiratoire syncytial (VRS), l'agent le plus fréquent de la bronchiolite chez le nourrisson.
Il est recommandé pour prévenir les maladies graves des voies respiratoires inférieures causées par le VRS chez les nourrissons à haut risque du fait de prématurité, de malformation cardiaque congénitale ou de dysplasies bronchopulmonaires.

## Mode d'action
La cible de l'anticorps est le site antigénique A de la glycoprotéine F du virus respiratoire syncytial (VRS).